# Abcházie
Abcházie či Abchazsko (abchazsky Аԥсны, Apsny, gruzínsky აფხაზეთი, Apchazeti) je region na kavkazském pobřeží Černého moře. Z hlediska státoprávního jde o součást Gruzie, dle jejíž ústavy se zde nachází Autonomní republika Abcházie. Gruzie však od roku 1993 nemá toto území pod kontrolou a existuje zde Ruskem podporovaná Republika Abcházie, již kromě Ruska uznává za nezávislý stát ještě Nauru, Nikaragua, Sýrie a Venezuela. Abcházie leží v Asii, na západě Zakavkazska, blízko hranic Asie a Evropy. Z jihu Abcházii omývá Černé moře. Hlavní město Abcházie je Suchumi.
Současný statut Abcházie je následek přetrvávajícího gruzínsko-abchazského konfliktu. Jedná se o důsledek rozpadu Sovětského svazu a etnických sporů mezi Abchazy a Gruzíny, kteří se stali během sovětské éry v Abcházii dominantním národem. Spory přerostly ve válku v Abcházii v letech 1992 až 1993. Ačkoliv byla podepsána dohoda o příměří, na kterou měly dohlížet mírové jednotky OSN, zvané zkratkou UNOMIG, statut Abcházie se nevyřešil a v průběhu následujících let došlo k několika příhraničním incidentům, jež vyvrcholily válkou v Jižní Osetii v roce 2008. Abchazské jednotky tehdy podpořila ruská armáda a Rusko uznalo nezávislost Abcházie i Jižní Osetie, anulovalo dohodu o příměří z roku 1994 a zdejší mírová mise OSN byla zrušena. Od té doby je Abcházie pod ruskou kontrolou.

## Název
Abchazové svou zemi nazývají Аԥсны (transliterace: Apsny; výslovnost: Aps-N), což se obecně překládá jako "země/krajina s duší" nebo dle jiného zdroje "země/krajina smrtelníků" Etymologie vychází ze slova, kterým Abchazové označují sebe jako národ: Аԥсуаа (Apsuá), a z koncovky -ны znamenající příčestí místní, což dohromady znamená krajina Apsů, neboli krajina Abchazů. Dle prvního článku Ústavy Republiky Abcházie je Apsny spolu s názvem Republika Abcházie oficiálním názvem země.
Název Abcházie ve většině ostatních jazyků včetně češtiny nebo ruštiny vychází z gruzínského označení აფხაზეთი (Apchazeti). V megrelštině se Abcházie nazývá buď აბჟუა (Abžua), nebo სააფხაზო (Saapchazo).

## Dějiny

### Starověk a středověk

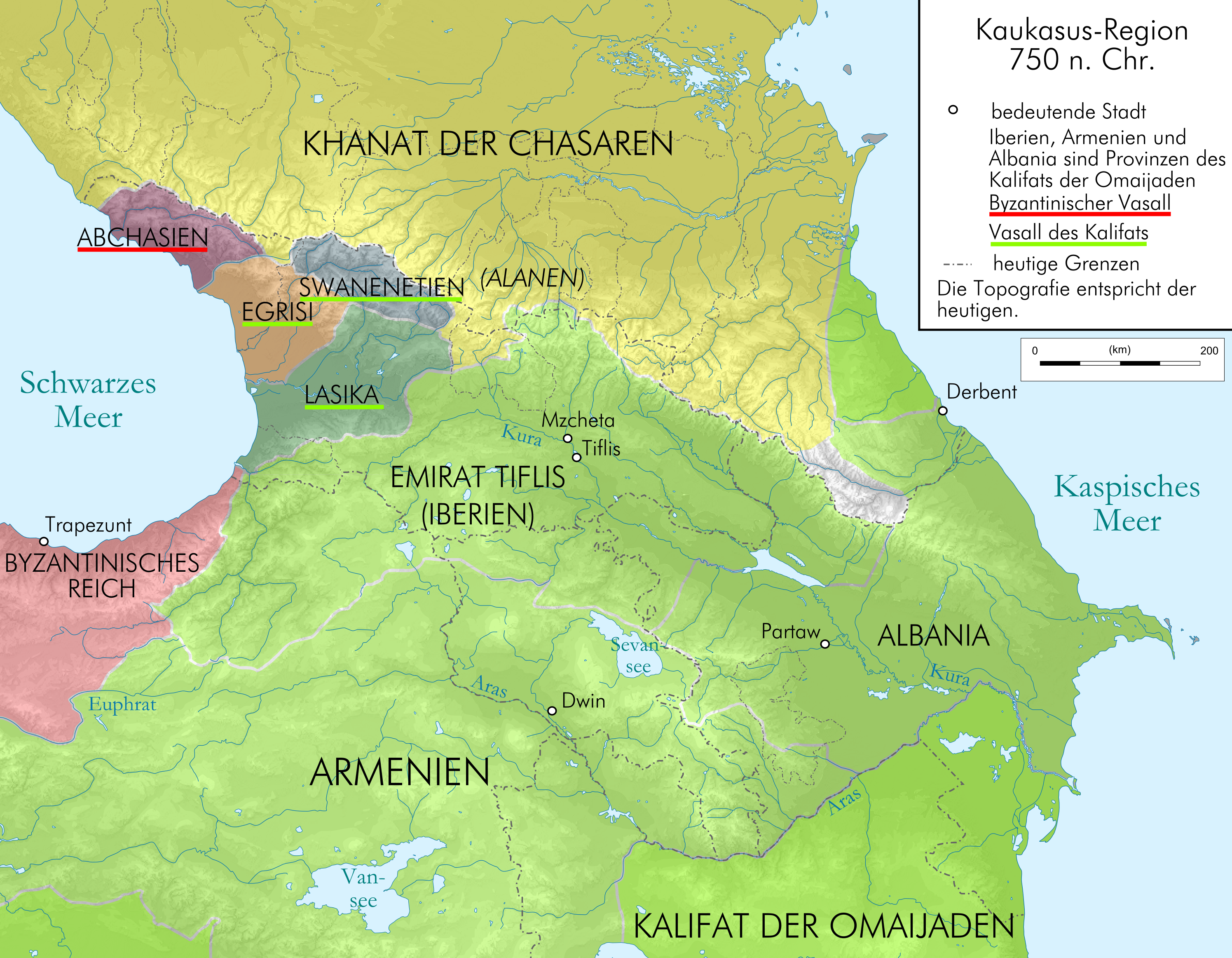
Kavkaz v roce 750

V 9.–6. století př. n. l. patřilo území pod království Kolchida. Později v roce 63 př. n. l. bylo přičleněno ke království Egrisi neboli Lazica (podle kartvelského národa Lazů). Již v dobách Kolchidy připlouvali na abchazské pobřeží Černého moře řečtí obchodníci, kteří zde založili několik osad. Jednou z nich byla osada Dioscurias, ze které je dnes hlavní město Abcházie Suchumi. V průběhu 1. století dobyli území Římané a Abcházie se stala součástí Římské říše až do jejího rozpadu ve 4. století. Poté byla Abcházie opět nezávislá, zůstala však pod silným vlivem Byzantské říše. V této době Abchazové přijali křesťanství. V 7. století bylo území autonomní oblastí Byzantské říše. V 8. století vzniklo nezávislé Abchazské království. Během 9. a 10. století sílila snaha abchazských i gruzínských králů sjednotit všechna území v okolí do jednoho státu, abchazští králové byli zpočátku úspěšnější, později se prosadili gruzínští vládcové Tao a Klardžeti. Prvním králem nově vzniklého království se stal v roce 1001 Bagrat III. z gruzínského rodu Bagrationů. Jeho otec se přiženil do rodiny abchazských králů, a když ta částečně vymřela v další generaci po meči, Bagrat (v Abcházii II.) odstranil svého posledního švagra Theodose Slepého a stal se abchazským králem. Později připojil gruzínská knížectví a stal se jako Bagrat III. králem Abcházců a Gruzínů. V 15. století se sjednocené království definitivně rozpadlo a v Abcházii začala vláda knížecí rodiny Šervašidzeů (abchazsky Čačba). V roce 1570 obsadili území Turci a abchazské knížectví se stalo poplatným říši. Osmanská říše se snažila Abcházce islamizovat a mnoho obyvatel inklinovalo k islámu, přesto proběhlo několik tvrdě potlačených protitureckých povstání. Turci zřídili v Suchumi pevnost a nazvali ji Suchum-kale.

### Nadvláda carského Ruska
V 19. století se začínají o území zajímat Rusové, což vedlo k ozbrojeným střetům s Tureckem. Obyvatelstvo bylo rozděleno na muslimy podporující Turky a křesťany inklinující k carskému Rusku. V roce 1809 požádal místní vládce o ochranu ruského cara, a tak se Abcházie stala autonomní součástí Ruska. Po porážce v Krymské válce se ale Rusové museli z Abcházie stáhnout a přenechat ji zpět Osmanské říši. Boje pak pokračovaly až do roku 1864, Turci byli nakonec vytlačeni a Abcházie se stala opět součástí Ruska. V roce 1864 bylo Abchazské knížectví zrušeno a nahrazeno přímou ruskou vojenskou kontrolou, vznikl tzv. Suchumský vojenský okruh. Porážka Turků zapříčinila masivní emigraci muslimů, které do té doby tvořilo 60 % obyvatelstva, do Osmanské říše. Na opuštěné a řídce osídlené území začali přicházet křesťanští osadníci, převážně Rusové, Gruzínci a Arméni, ale také sem přicházeli například řečtí o estonští kolonisté. V roce 1883 vznikl tzv. Suchumský okres, který byl součástí Kutajské gubernie.

### Abcházie za ruské občanské války
V roce 1917 proběhla v Rusku Říjnová revoluce, moci se chopili bolševici a Rusko se ocitlo uprostřed občanské války. 24. února 1918 vyhlásila nezávislost Zakavkazská demokratická federativní republika, jejíž součástí se stala také Abcházie. Republika se ale tři měsíce nato rozpadla a 26. května 1918 vyhlásila nezávislost Gruzínská demokratická republika, která si nárokovala také Abcházii. To vyvolalo v Abcházii vlnu nepokojů, obzvlášť mezi etnickými Abcházci. Únorové volby do gruzínského parlamentu vyhráli se ziskem 81,5 % menševici. Nová vláda se rozhodla uklidnit situaci v Abcházii tím, že jí přizná status autonomní republiky. V letech 1918–1920 proběhl tzv. sočský konflikt, kterého se účastnili rudí, bílí, Gruzínci i Abcházci a který měl za následek posunutí rusko-abchazské (rusko-gruzínské) hranice z řeky Soči na řeku Psou, kde je dodnes. V roce 1921 podnikla Rudá armáda invazi do Abcházie a poté i do Gruzie. Při postupu přes Abcházii se etničtí Abcházci bouřili a pomáhali Rudé armádě v boji proti Gruzíncům. Tato invaze ukončila existenci Gruzínské demokratické republiky. Na jejím místě byla vytvořena Socialistická sovětská republika Gruzie a Socialistická sovětská republika Abcházie.

### Sovětská nadvláda

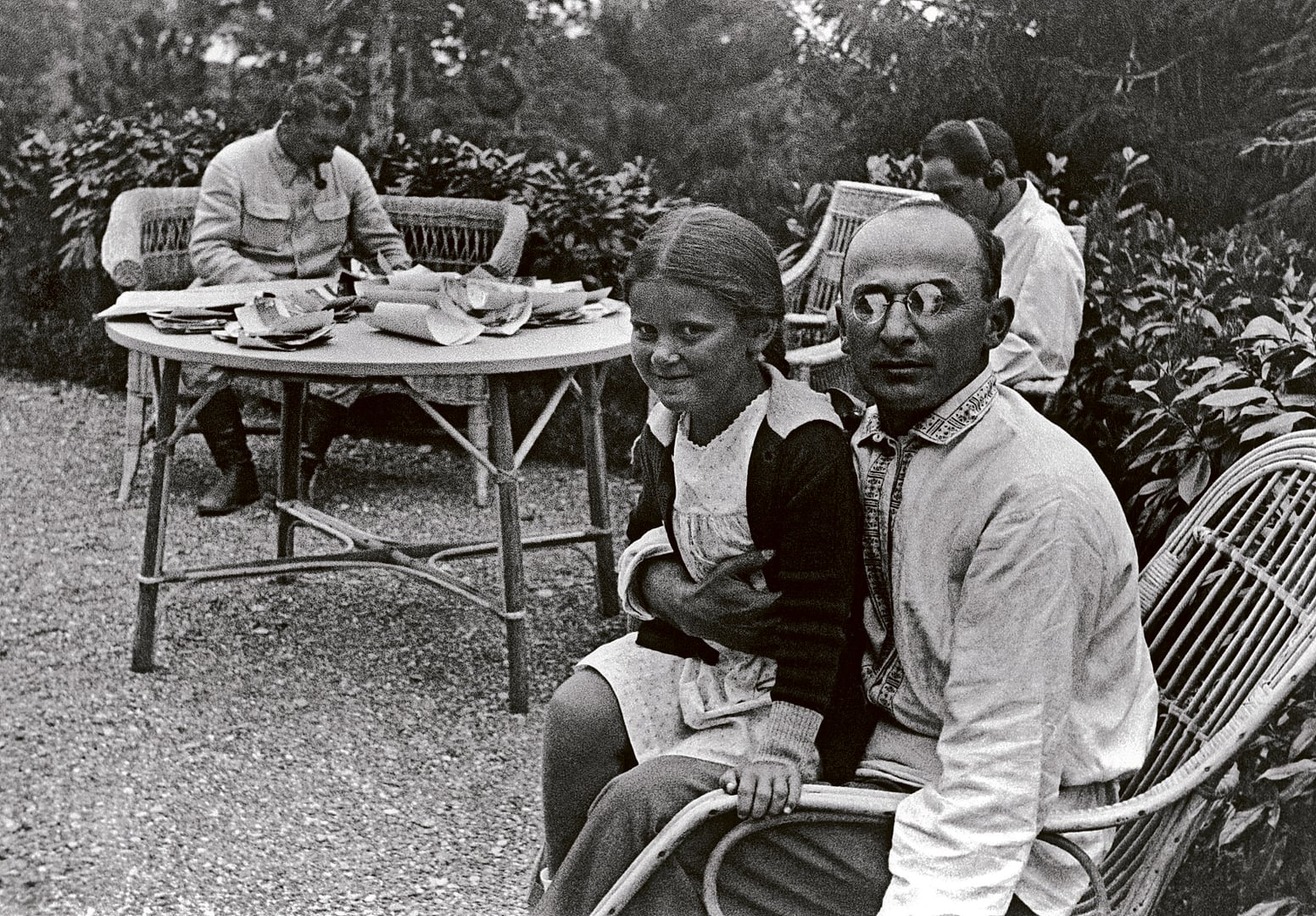
Josif Stalin, Nestor Lakoba, významný funkcionář v čele sovětské Abcházie, a Lavrentij Berija, Gruzín z Abcházie

16. prosince 1921 byla podepsána dohoda mezi SSRA a Gruzínskou SSR, podle které se Abcházie vzdala některých svých prvků státní suverenity ve prospěch Gruzie a vytvořili unii (Abcházie měla statut tzv. smluvní republiky), do které zařadili společnou politiku, finance a vojenství, takže se Abcházie dostala zcela pod gruzínský vliv. Společně pak 12. března 1922 vstoupili do Zakavkazské SFSR a 30. prosince se připojili k Sovětskému svazu To bylo stvrzeno abchazskou Ústavou z 1. dubna 1925. Podle sovětské ústavy z roku 1924 však byla Abcházie považována za autonomní republiku.
Podle nové ústavy z roku 1931 byl AbchSSR odňat status svazové republiky a ta se stala autonomní republikou uvnitř Gruzínské SSR. Stalin začal s likvidací místní inteligence a s kolektivizací zemědělství. Oblast se dostala pod silný vliv Gruzie (byla zavedena gruzínská abeceda, na školách bylo zakázáno vyučovat abcházštinu, Gruzínci byli dosazováni do vedoucích funkcí). Politiku asimilace prosazoval Stalinův blízký spolupracovník Lavrentij Berija, který se narodil v gruzínské rodině v Abcházii. Stalin chtěl do oblasti nastěhovat etnické Rusy a Gruzínce (v 90. letech tvořili Abcházci jen necelých 18 % obyvatel). Místní menšinu Řeků, žijící zde 2 700 let, vysídlil v roce 1949 do střední Asie. Ke změně poměrů došlo až po Stalinově smrti v roce 1953, ovšem status SSR obnoven nebyl. Vedoucí funkce ve státě byly uvolněny pro místní obyvatele, což se setkalo s velkou nevolí místních Gruzínců. Abcházština byla opět vyučována ve školách a stala se dokonce jedním z úředních jazyků, nápisy na veřejných místech byly trojjazyčné – ruské, gruzínské a abchazské. V roce 1990 byla moc zcela v rukách Abcházců, kteří přesto tvořili menšinu. Díky výborné poloze u Černého moře přinášel turismus Abcházii bohatství, někdy bývala označována jako „Sovětská riviéra“.

### Boj za nezávislost a rozpad SSSR
Abcházie pocítila v 80. letech slábnoucí moc Sovětského svazu a začala klást požadavky na sebeurčení svého národa. Několik pokusů vyčlenit Abcházii v rámci SSSR z Gruzie a připojit k Rusku skončilo neúspěchem. Později nárokovali abchazští komunisté vznik samostatné Abchazské SSR v rámci SSSR. Všechny snahy byly neúspěšné. Olej do ohně přidal ozbrojený střet 16. července 1989, kdy bylo při zápisu na univerzitu zabito 16 gruzínských studentů. V Suchumi propukl vážný ozbrojený konflikt, který musela hasit až Sovětská armáda, která vyhlásila ve městě stanné právo. V roce 1990 abchazská vláda vyhlásila Abchazskou SSR a tím se v rámci SSSR odtrhla od Gruzie. Další impulz byl dán Abcházii rozpadem SSSR v roce 1991. Tentýž rok vznikla samostatná Gruzínská republika. Prvním prezidentem nezávislé Gruzie se stal nacionalista Zviad Gamsachurdia, který měl v úmyslu zrušit autonomní postavení Jižní Osetie a Abcházie. Abcházie odmítla stát se pouhým regionem v rámci Gruzie, a tak se připravila na vyhlášení nezávislosti. Stalo se tak 23. července 1992.

### Abchazsko-gruzínská válka

Mapa gruzínsko-abchazského konfliktu v roce 1993

Po vyhlášení nezávislosti poslala Gruzie do Abcházie armádu. Rozhořely se těžké boje. Na stranu Abchazů se postavili dobrovolníci ze severokavkazských národů v rámci Konfederace horských národů Kavkazu (angažovali se hlavně Čečenci). Rusové zprostředkovali vyjednávání v Moskvě, ale neúspěšně. Ruský prezident Boris Jelcin zastával v konfliktu mezi Abcházií a Gruzií neutrální pozici. Abchazská armáda do konce roku 1992 znovuobsadila valnou část území Abcházie kromě hlavního města Suchumi. Koncem roku se ale stabilita samotné Gruzie začala otřásat v základech. Narostla kriminalita, ekonomika hrozila zhroucením. Gruzínci museli přistoupit k jednacímu stolu. Dohoda o stažení vojsk byla sepsána 27. července 1993. Podle ní měli na území dohlížet vojáci OSN. Po podepsání smlouvy Abcházie pokračovala ve zbrojení a vytlačila Gruzínce z Abcházie. Tímto vítězstvím začala nejčernější událost dějin Abcházie. Abchazské jednotky se společně s dobrovolníky ze severního Kavkazu pustily do etnických čistek po celé Abcházii. Odhaduje se, že během cíleného vyvražďování bylo zabito přes 30 000 Gruzínců. Následovala masivní emigrace všech Gruzínců z Abcházie. Podle odhadů odešlo ze země přes 250 000 lidí, většinou Gruzínců. Tento akt uvrhl Abcházii do mezinárodní izolace. Rusko začalo v roce 1993 podporovat vládu gruzínského prezidenta Eduarda Ševardnadzeho, bývalého ministra zahraničí SSSR, a přistoupilo k hospodářské blokádě Abcházie. V roce 1994 byl konečně uzavřen mír.

### Meziválečné období

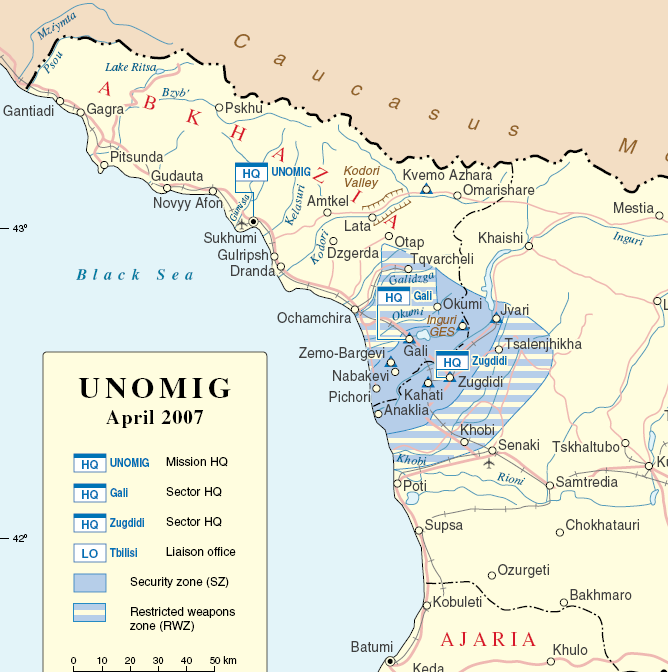
Zóna v Abcházii hlídaná jednotkami OSN

Po uzavření příměří se Abcházie dostala do mezinárodní izolace. Jediný mezinárodní obchod probíhal s Tureckem. V severovýchodní Abcházii se zformovala tzv. Horní Abcházie, která byla kontrolovaná Gruzínci. Až do roku 1998 neprobíhaly žádné větší potyčky s Gruzií.
Podle mírové smlouvy byly na jihovýchodě země v okrese Gali umístěny mírové jednotky OSN, které tvořili Abcházci, Gruzínci a také Rusové. V roce 1998 vypuklo v okrese Gali (osídleném převážně Gruzínci) povstání, které abchazská armáda potlačila během šesti dní. Konflikt vstoupil do dějin pod názvem šestidenní válka. Během války opustilo Abcházii dalších přibližně 40 000 Gruzínců, kteří se ale po několika měsících zase vrátili.
Po šestidenní válce začal gruzínsko–abchazský konflikt znovu eskalovat, tentokrát ve sporné soutěsce Kodori. Od roku 1999 zde přibývalo únosů. K velké krizi došlo na podzim roku 2001, kdy čečenští a gruzínští ozbrojenci sestřelili vrtulník mírových sil OSN a asi 40 jich proniklo průsmykem do Abcházie. Útočníci byli odraženi, ale tento incident velmi poškodil abchazsko–gruzínské vztahy. V létě 2006 vypukla v soutěsce Kodori, ovládané Gruzií prostřednictvím bojovníků pod velením místního náčelníka Emzara Kvicianiho, vzpoura, protože Kviciani a jeho muži nesouhlasili s kroky gruzínské vlády. Gruzii se podařilo tuto vzpouru potlačit a v soutěsce Kodori zřídila tzv. Horní Abcházii s centrem ve Čchaltě. V roce 2007 byla Čchalta napadena třemi vrtulníky. Při útoku nebyl nikdo zabit ani zraněn, ale bylo poničeno sídlo vlády. Gruzie z útoku obvinila Rusko, které odmítlo, že by za tento incident neslo odpovědnost. V září roku 2007 došlo na Abcházci ovládaném území poblíž soutěsky Kodori k přestřelce mezi abchazskými pohraničníky a gruzínským komandem. Obě strany se vzájemně obvinily z napadení.
Přibližně od roku 2004 se kvůli gruzínské prozápadní politice začaly zlepšovat vztahy mezi Abcházií a Ruskem. Rusko začalo vyzbrojovat abchazskou armádu, financovalo abchazskou vládu, poskytlo Abcházcům ruské pasy a v Abcházii se začalo platit rublem. V roce 2006 vytvořily Abcházie, Jižní Osetie, Náhorní Karabach a Podněstří tzv. Společenství neuznaných států a v jeho rámci se zavázaly ke spolupráci. Při vytvoření se všechny státy navzájem uznaly, což bylo první mezinárodní uznání Abcházie.

### Válka 2008

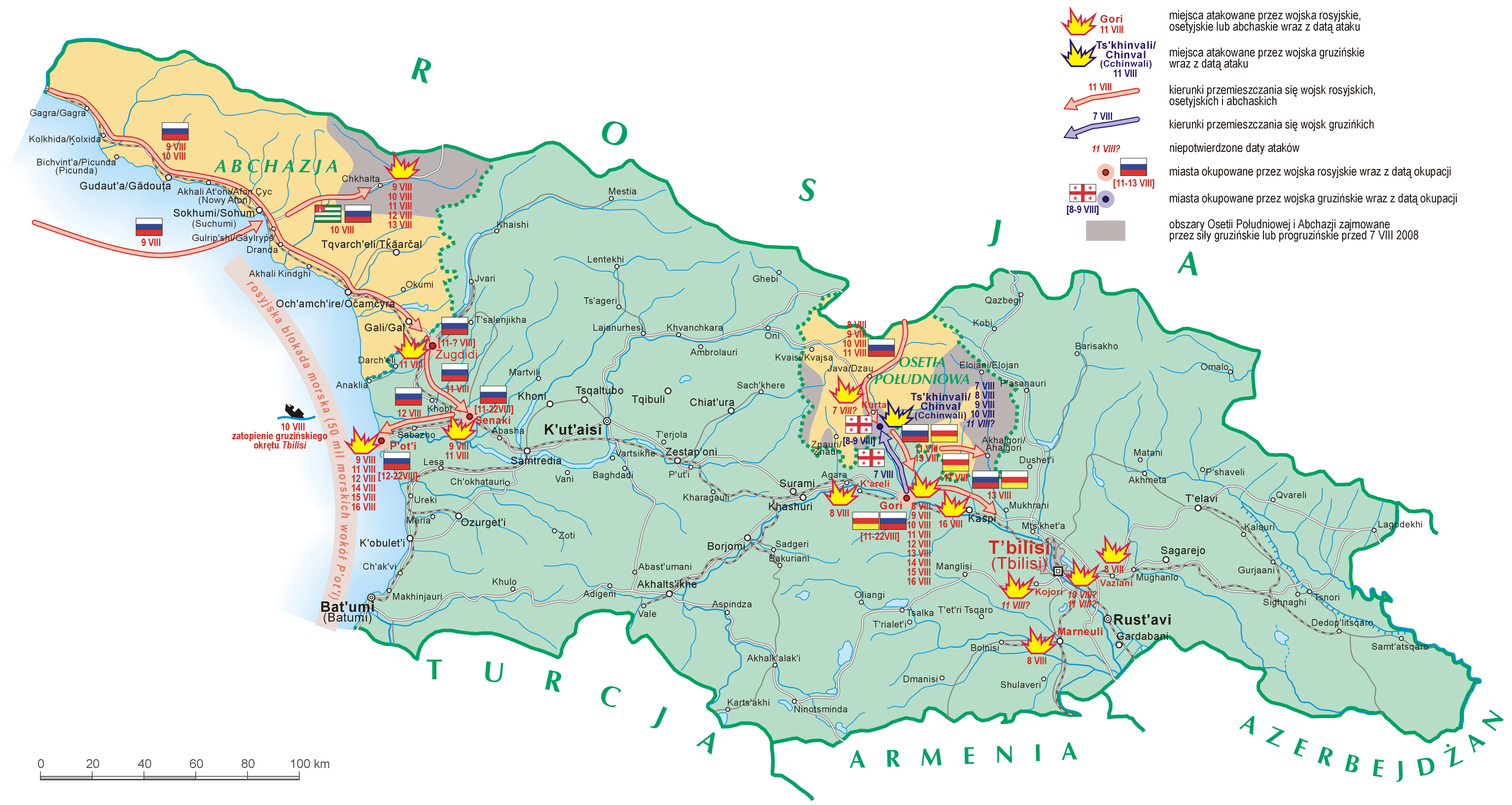
Válka v Jižní Osetii 2008

Gruzie přes celou válku až do roku 2008 držela abchazské území kolem soutěsky Kodori. V tomto místě probíhal boj mnohem intenzivněji než v jiných částech hranice. V srpnu roku 2008 se začínala vyostřovat situace mezi Gruzií a Jižní Osetií. Po gruzínském útoku na hlavní město Jižní Osetie Cchinvali vyhlásila Abcházie podporu Jižní Osetii a prohlásila že do Jižní Osetie vyšle 1000 dobrovolníků. K tomu ale nedošlo protože na stranu Osetinců se přidala ruská armáda a vytlačila Gruzínce. 9. srpna Abcházie společně s ruskou armádou napadla Gruzínci ovládanou soutěsku Kodori. Další ruská armáda prošla Abcházií a vytvořila další bojovou frontu proti Gruzii. 11. srpna Abchazská armáda s ruskou pomocí dobyla soutěsku Kodori a vyhnala kolabující gruzínskou armádu zcela ze svého území, čímž dostala zpátky pod svůj vliv Horní Abcházii. Abchazský prezident požádal o uznání svého státu za nezávislý. Kladná odpověď přišla ale jen ze spřáteleného Ruska, Venezuely, Nikaraguy a několika tichomořských států. Většina zemí mezinárodního společenství odmítla uznat nezávislost země a trvají na územní celistvosti Gruzie. 31. října 2008 podepsal gruzínský prezident usnesení, v němž označuje Abcházii za Ruskem okupované území kvůli ruské vojenské přítomnosti. 29. května 2018 navázala diplomatické styky s Abcházií Sýrie, jež se stala pátou zemí uznávající její nezávislost.

### Poválečné období

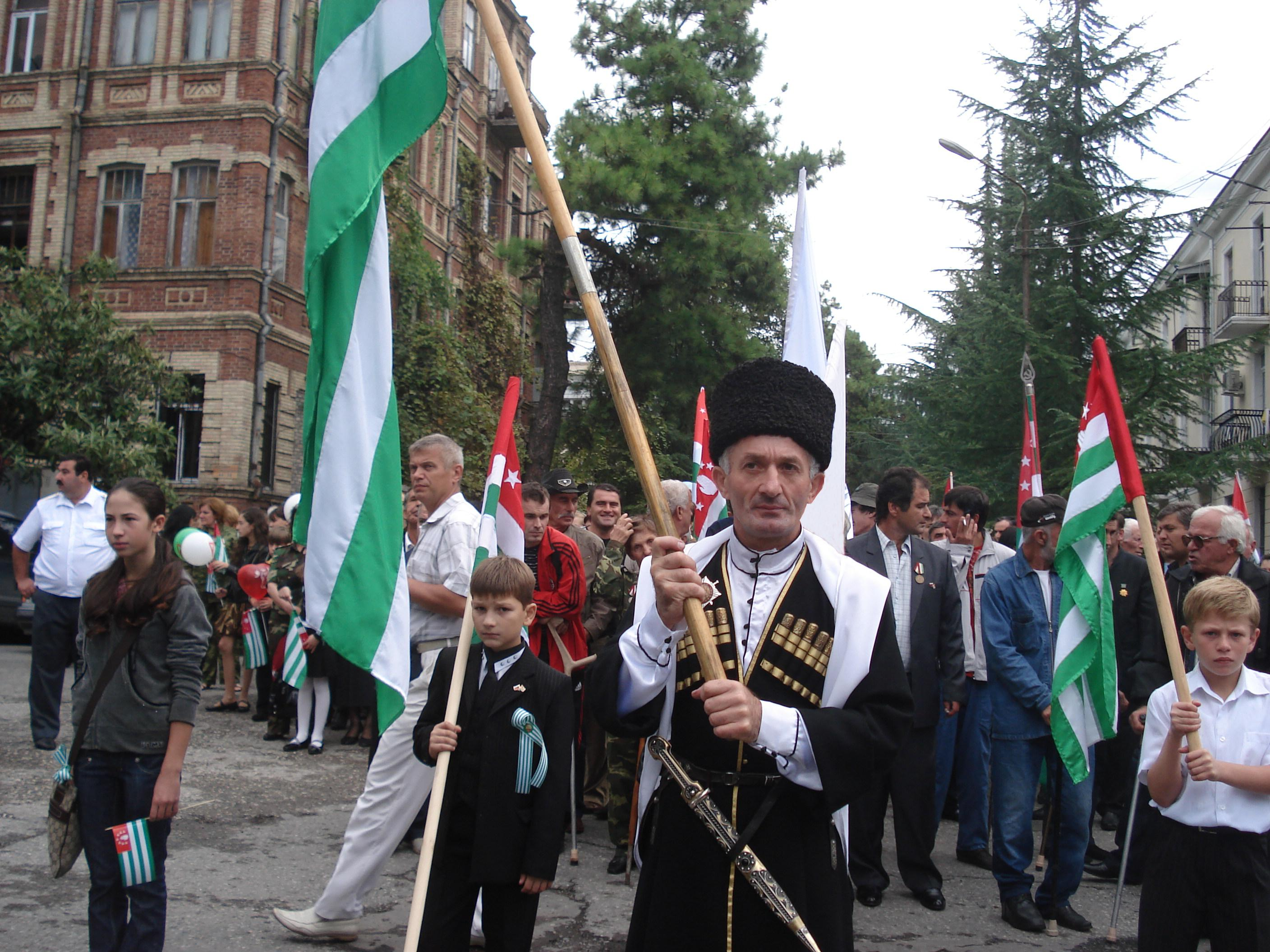
Průvod s abchazskými vlajkami v roce 2009

Po válce v roce 2008 musí Abcházci cestovat na ruské pasy a musí platit rublem, ale získali bezvízový styk s Ruskem. Spousta států vyjádřila podporu Abcházii a Jižní Osetii, ale neuznala je (Bělorusko, Ekvádor, Peru, San Marino, Saúdská Arábie, Tádžikistán atd.). 15. listopadu 2009 byla Abcházie uznána Nauru, 23. května 2011 Vanuatu a 18. září 2011 Tuvalu. Abcházie se snaží navázat vztahy s dalšími zeměmi především v Tichomoří a v Jižní Americe. V květnu 2012 Srbsko prohlásilo, že se bude zabývat otázkou uznání Abcházie. 20. května 2013 Vanuatu prohlásilo že už nadále neuznává nezávislost Abcházie. Tuvalu podepsalo 31. března 2014 smlouvu o navázání diplomatických vztahů s Gruzií v níž je mimo jiné napsáno, že Tuvalu nadále považuje Abcházii za součást Gruzie.
K velkému uvolnění napětí došlo po zveřejnění zprávy EU, podle které zahájili válku v Jižní Osetii Gruzínci. Gruzie se ale nehodlá svých nároků vzdát, dokonce se neúspěšně pokoušela žalovat Rusko u mezinárodního soudu. Už od války se Gruzie snaží zavést námořní blokádu Abcházie, podařilo se jim zadržet několik tureckých lodí, což jim vysloužilo špatné vztahy s Tureckem, které začalo uvažovat o otevřené podpoře Abcházie. V březnu 2013 požádala Abcházie mezinárodní společenství, aby ukončilo gruzínskou blokádu. V březnu 2014 neoficiálně navštívila abchazská delegace v čele s ministrem zahraničí Itálii. Povedlo se navázat vztahy s několika městy a především s představiteli regionu Benátsko, který uvažuje o odtržení od Itálie a se kterými se dohodli na budoucí spolupráci.

#### Nepokoje 2014
Abchazská vláda v čele s prezidentem Alexandrem Ankvabem je dlouhodobě opozicí kritizována za nedostatečnou snahu o integraci s Ruskem. Po ruské anexi Krymu tyto hlasy zesílily a koncem května začaly protesty. 27. května obklíčili protestující vládní komplex v Suchumi a opozičnímu vůdci se povedlo s prezidentem vyjednat demisi vlády, ale druhý den protestující vtrhli do prezidentova sídla, který před nimi utekl a prohlásil tyto akce za puč. Při hlasování abchazského parlamentu 29. května se 24 z 25 přítomných (abchazský parlament má celkem 35 členů) vyslovilo pro zvolení úřadujícího prezidenta, kterým se stal předseda parlamentu Valerij Bganba. Aby zachoval stabilitu Abcházie, rozhodl se Alexandr Ankvab 1. června rezignovat na post prezidenta a o den později ho následoval i premiér Abcházie Leonid Lakerbaja. Opozice zaručila Ankvabovi bezpečí a možnost kandidovat v mimořádných prezidentských volbách, které byly vypsány na 24. srpna 2014. Ten se nakonec rozhodl nekandidovat a v předčasných volbách zvítězil již v prvním kole představitel opozice.

## Symboly

### Vlajka
Abchazská vlajka je tvořena listem o poměru stran 1:2, se sedmi vodorovnými pruhy, čtyřmi zelenými a třemi bílými, a červenýmkantonem o šířce tří pruhů. V kantonu je vyobrazena ruka a nad ní do oblouku sedm bílých, pěticípých hvězd.

### Znak
Abchazský znak tvoří zlatě orámovaný polcený štít stříbrné a zelené barvy, na němž je vyobrazen jezdec na koni ve skoku, který právě vystřelil z luku směrem vzhůru, vše ve zlaté barvě. Ve spodní části štítu je umístěna velká zlatá osmicípá hvězda, v horní části jsou dvě menší zlaté osmicípé hvězdy, jedna v zeleném a druhá ve stříbrném poli.

### Hymna
Abchazská hymna je píseň Aiaaira (abchazsky Аиааира, česky Vítězství). Slova napsal abchazský skladatel a politik Gennadij Alamija a melodii Valera Čkadua.

## Geografie

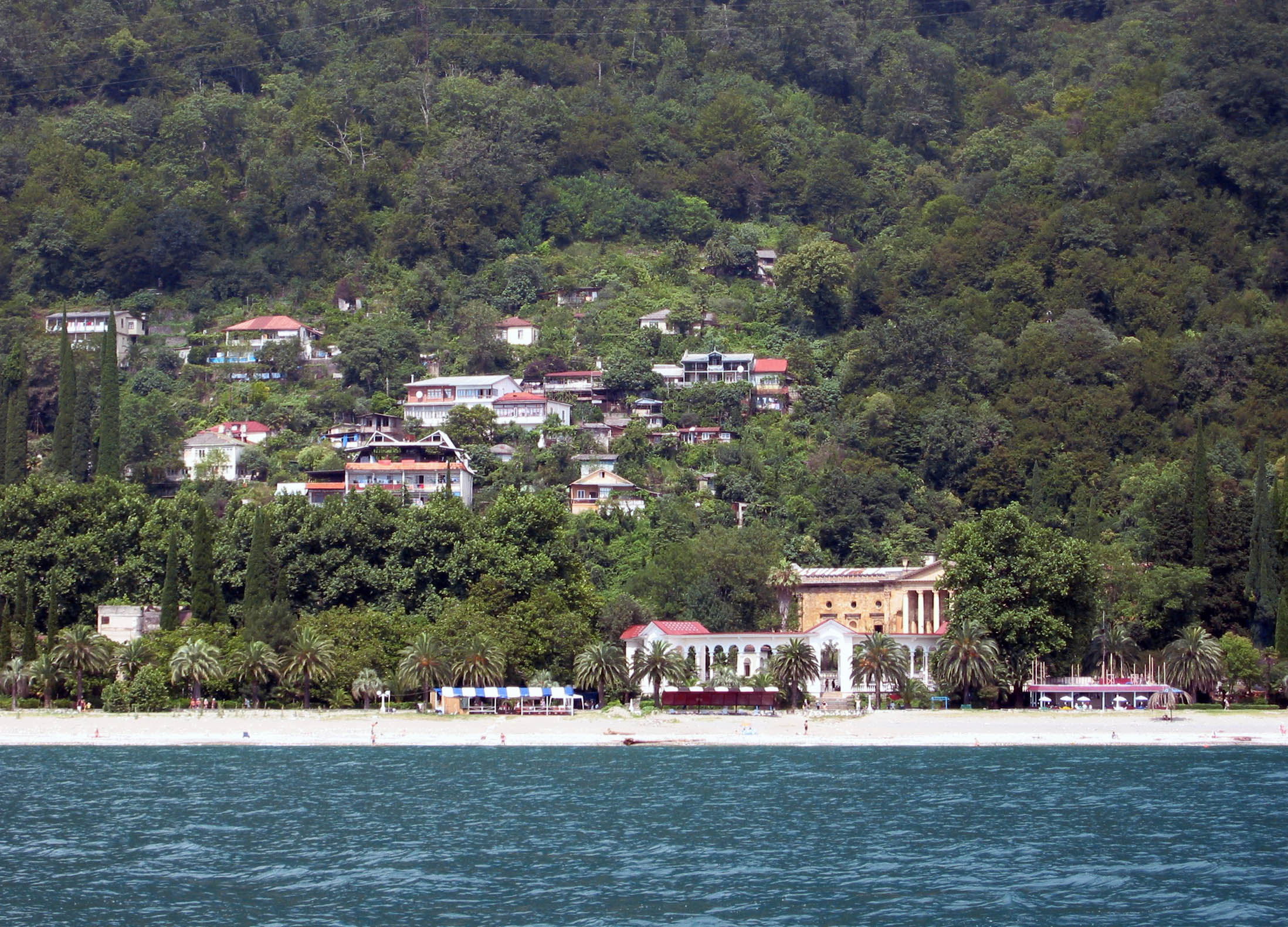
Gagra

Rozlohou 8 600 km² je Abcházie trochu větší než třeba Plzeňský kraj. Její území je protažené ze severozápadu na jihovýchod v délce asi 200 km. Z jihozápadu je ohraničeno pobřežím Černého moře, hlavní město Suchumi leží zhruba v polovině pobřeží. Na severu a severovýchodě Abcházie hraničí s Ruskem, konkrétně s Krasnodarským krajem (menší část) a s Karačajsko-Čerkeskem (větší část). Hranici tvoří hlavní hřeben Velkého Kavkazu (zde s nejvyšší horou Dombaj-Ulgen, 4046 m n. m.), který se postupně od moře vzdaluje: na severozápadě Abcházie je od něj asi 40 km, na jihovýchodě už je to téměř dvojnásobek. Na jihovýchodě sousedí Abcházie se zbytkem Gruzie.
Abcházie se nachází na 42°30′–43°30′ s. š., 40°–42° v. d., tedy ve stejné zeměpisné šířce jako např. Pyreneje, Bulharsko, Hokkaidó či Nová Anglie a v podobné zeměpisné délce jako např. východ Sýrie, saúdská Mekka nebo východní pobřeží Mosambiku.
Kromě pobřežní nížiny, která se rozšiřuje na jihovýchodě země, je povrch Abcházie hornatý a nadmořská výška postupně roste od moře směrem k ruské hranici. Říční síť není nijak rozvinutá, jde o řadu krátkých řek s malým povodím, které míří z kavkazských svahů přímo do moře. Např. Bzipi, Psou, Žvava-Kvara. Významnější řeky Kodori a Inguri lemují abchazskou hranici z gruzínské strany, ale z větší části již leží mimo její území. Jezera: Amtkel, Rica. Jeskyně: Voronija.

### Města
V Abcházii se nachází 8 měst. Všechny s výjimkou Tkvarčeli leží v blízkosti moře. Od severozápadu k jihovýchodu to jsou: Gagra (Гагра), Picunda (Пиҵунда), Gudauta (Гәдоуҭа), Nový Athos (Афон Ҿыц) Aqwa (Sochumi) (Аҟәа), Očamčira (Очамчыра), Tkvarčeli (Тҟәарчал) a Gali (Гал). Ve všech s výjimkou Gali žije nadpoloviční většina etnických Abcházců. Největším a zároveň hlavním městem Abcházie je Suchumi.
| Město           | Počet obyvatel | Abcházci | Arméni | Gruzínci | Rusové | Okres           |
| --------------- | -------------- | -------- | ------ | -------- | ------ | --------------- |
| Suchumi         | 62 914         | 67,3 %   | 9,8 %  | 2,8 %    | 14,8 % | okres Suchumi   |
| Gagra           | 12 364         | 52,8 %   | 19,5 % | 2,7 %    | 19,0 % | okres Gagra     |
| Gali            | 7 605          | 1,7 %    | 0,1 %  | 96,0 %   | 1,0 %  | okres Gali      |
| Gudauta         | 8 514          | 82,3 %   | 3,4 %  | 2,6 %    | 8,7 %  | okres Gudauta   |
| Nový Athos      | 1 518          | 59,6 %   | 8,1 %  | 1,2 %    | 24,0 % | okres Gudauta   |
| Očamčyra        | 5 280          | 72,7 %   | 3,1 %  | 8,9 %    | 10,0 % | okres Očamčyra  |
| Picunda         | 4 198          | 52,8 %   | 19,5 % | 2,7 %    | 19,0 % | okres Gagra     |
| Tkvarčeli       | 5 013          | 66,5%    | 1,1 %  | 16,0 %   | 9,7 %  | okres Tkvarčeli |
| Města dohromady | 107 406        | 61,7 %   | 9,3 %  | 10,2 %   | 13,6 % |                 |
| Celá Abcházie   | 240 705        | 50,8 %   | 17,4 % | 19,3 %   | 9,2 %  |                 |

## Obyvatelstvo
Podle gruzínské ústavy jsou úředními jazyky abcházština a gruzínština. Abchazská vláda uznává abcházštinu a ruštinu. Po dobytí Abcházie Ruskem v roce 1810 muselo mnoho obyvatel opustit Abcházii, protože byli muslimové. Následovala kolonizace Abcházie křesťanskými národy a násilná christianizace. V roce 1886 žilo v Abcházii 69 230 obyvatel a z nich bylo 85,2 % Abcházců. V následujících letech a obzvlášť za vlády Stalina se kolonizace zintenzivnila. V roce 1926 žilo v Abcházii jenom 26,4 % Abcházců. V roce 1939 byli až třetím největším etnikem ve vlastní zemi a bylo jich jen 18 %. Do konce Stalinovy vlády jejich podíl stále klesal, ale od Stalinovy smrti se začal opět pomalu zvyšovat. V roce 1959 15,1 %, v roce 1970 15,9 %, v roce 1979 17,1 %, v roce 1989 17,8 %. Po rozpadu SSSR napjatá etnická situace přerostla ve válku, když Gruzínci, kterých zde bylo 45,7 %, napadli Suchumi. Ve válce Abcházcům pomohla ostatní etnika žijící v Abcházii (Arméni, Rusové), ale také severokavkazské národy. Válka skončila abchazským vítězstvím a vražděním Gruzínců, po kterém následovala pro změnu jejich masová emigrace. Z předválečných 525 061 obyvatel jich měla Abcházie v roce 2003 pouze 214 016 a podíl abchazského obyvatelstva vzrostl na 44,2 %. Při posledním sčítání lidu v roce 2011 žilo v Abcházii 240 705 obyvatel z nichž 50,7 % byli Abcházci, 17,4 % Arméni 19,2 % Gruzínci 9,1 % Rusové 0,6 % Řekové.
| Rok  | Počet obyvatel | Abchazové       | Arméni         | Gruzíni         | Rusové         | Řekové         | Ukrajinci     | Estonci      | Oseti        |
| ---- | -------------- | --------------- | -------------- | --------------- | -------------- | -------------- | ------------- | ------------ | ------------ |
| 1886 | 68 773         | 85,7% (58 963)  | 1,6% (1 090)   | 6,1% (4 166)    | 1,6% (1 090)   | 3,1% (2 149)   | 0,2% (126)    | 0,9% (637)   | – (–)        |
| 1897 | 106 179        | 55,3% (58 697)  | 6,2% (6 552)   | 24,4% (25 873)  | 4,8% (5 135)   | 5,1% (5 393)   | 0,8% (809)    | 0,6% (604)   | – (–)        |
| 1926 | 201 016        | 27,3% (55 918)  | 12,8% (25 677) | 33,6% (67 494)  | 6,7% (12 553)  | 7,6% (14 045)  | 2,3% (4 647)  | 0,4% (779)   | – (–)        |
| 1939 | 311 885        | 18,0% (56 197)  | 15,9% (49 705) | 29,5% (91 967)  | 19,3% (60 201) | 11,1% (34 621) | 2,7% (8 593)  | 0,7% (2 282) | – (–)        |
| 1959 | 404 738        | 15,1% (61 193)  | 15,9% (64 425) | 39,1% (158 221) | 21,4% (86 715) | 2,2% (9 101)   | 2,8% (11 474) | 0,5% (1 882) | – (–)        |
| 1970 | 486 959        | 15,9% (77 276)  | 15,4% (74 850) | 41,0% (199 596) | 19,1% (92 889) | 2,7% (13 114)  | 2,5% (11 955) | 0,4% (1 834) | 0,2% (1 214) |
| 1979 | 486 082        | 17,1% (83 087)  | 15,1% (73 350) | 43,9% (213 322) | 16,4% (79 730) | 2,8% (13 642)  | 2,1% (10 257) | 0,3% (1 445) | 0,2% (952)   |
| 1989 | 525 061        | 17,8% (93 267)  | 14,6% (76 541) | 45,7% (239 872) | 14,3% (74 913) | 2,8% (14 664)  | 2,2% (11 655) | 0,3% (1 466) | 0,2% (1 165) |
| 2003 | 214 016        | 44,2% (94 597)  | 21,0% (44 869) | 20,6% (44 041)  | 10,9% (23 420) | 0,7% (1 486)   | 0,8% (1 797)  | 0,2% (446)   | 0,2% (457)   |
| 2011 | 240 705        | 50,7% (122 069) | 17,4% (41 864) | 19,2% (46 367)  | 9,1% (22 077)  | 0,6% (1 380)   | 0,7% (1 743)  | 0,1% (351)   | 0,3% (605)   |

| Národnost       | 1989            | 2003           | Rozdíl              |
| --------------- | --------------- | -------------- | ------------------- |
| Abcházové       | 93 267 (17,8%)  | 94 597 (44,2%) | ▲+1 330 ▲(+26,4%)   |
| Arméni          | 76 541 (14,6%)  | 44 869 (21,0%) | ▼-31 672 ▲(+6,4%)   |
| Gruzíni         | 239 872 (45,7%) | 44 041 (20,6%) | ▼-195 831 ▼(-25,1%) |
| Rusové          | 74 914 (14,3%)  | 23 420 (10,9%) | ▼-51 494 ▼(-3,4%)   |
| Řekové          | 14 664 (2,8%)   | 1 486 (0,7%)   | ▼-13 178 ▼(-2,1%)   |
| Ukrajinci       | 11 655 (2,2%)   | 1 797 (0,8%)   | ▼-9 857 ▼(-1,4%)    |
| Abcházie celkem | 525 061         | 214 016        | ▼-311 045           |

### Náboženství
- pravoslavné křesťanství: 60 %
- islám: 16 %
- pohanství: 8 %
- ostatní: 2 %
- bez vyznání: 8 %
- nezjištěno: 6 %

Podle údajů z r. 2003 se v Abcházii většina obyvatel (60 %) hlásí k pravoslavnému křesťanství, ale je zde také poměrně hodně zastoupený islám (16 %), což je způsobeno tím, že většina obyvatel konvertovala během nadvlády Osmanské říše (při prvním sčítání lidu v roce 1886 zde žili téměř jenom muslimové). Abcházie přijala křesťanství už v 5.–6. století, ale obyvatelé ve skutečnosti žádné cizí náboženství nikdy plně nepřijali. V Abcházii muslimové pijí alkohol a křesťané nechodí do kostela ani nečtou bibli, ale většina abchazských obyvatel respektuje původní abchazské monoteistické náboženství (přestože se k němu při sčítání lidu přihlásilo jen 8 % lidí). Abcházci žijící mimo Abcházii jsou v drtivé většině muslimové. Je to způsobeno tím, že se jedná o potomky Abcházců, kteří po obsazení Abcházie v 19. století Ruskem a její christianizaci uprchli do Osmanské říše.
V Abcházii se nacházejí desítky pravoslavných kostelů, dva kláštery, pět fungujících pohanských svatyň, dvě fungující mešity, jeden katolický a luteránský kostel a jedna synagoga.

### Diaspora
Tisíce Abcházců známých také jako Muhajirové uteklo z Abcházie do Osmanské říše v polovině 19. století poté, co Rusko dobylo Kavkaz. Dnes je Turecko domovem největší světové abchazské komunity. Velikost této komunity je nejistá odhady se pohybují mezi 150 000 a 500 000 lidí. Abcházci v Turecku jsou téměř výhradně sunnitští muslimové. Další abchazské komunity jsou v Rusku, Sýrii, Gruzii, Německu a na Ukrajině, kde žije dohromady kolem 30 000 lidí. Současná vláda se snaží nalákat tyto Abcházce zpátky do vlasti. V okrese Gali se připravují pozemky pro Muhajiry, kteří projevili zájem o návrat do vlasti, ale ten není příliš veliký kvůli tomu, že všichni tito Abcházci jsou muslimové. Během občanské války v Sýrii Abcházie přijala několik stovek syrsko-abchazských utečenců.

### Abcházština
Abcházština je vedle ruštiny jediným úředním jazykem Abcházie. Jako úřední jazyk ji uznává i centrální vláda v Tbilisi (ale neuznává ruštinu). Abcházštinou mluví především Abcházci, ostatní etnika v zemi ji příliš nevyužívají. V zahraničí je rozšířená především v Turecku. Řadí se do rodiny severokavkazských jazyků. K psaní používá speciálně upravenou cyrilici. Je na seznamu ohrožených jazyků UNESCO, kde je vedená s nejmenším stupněm ohrožení.

### Menšiny
V Abcházii žilo v roce 2011 50,7 % Abcházců, a tak je Abcházie mnohonárodnostní stát. Mezi nejvýznamnější menšiny se řadí Rusové, Arméni a Gruzínci, kteří zde před rokem 1993 byli dokonce převládající etnikum. Nepatrnou, ale historicky významnou menšinu tvoří Řekové, kteří byli v roce 1949 Stalinem deportováni do centrální Asie. Až po jeho smrti se mohli do vlasti vrátit. Během války jich mnoho uteklo do Řecka. Dnes tvoří asi 0,7 % obyvatelstva Abcházie. Od konce 19. století kvůli křesťanské kolonizaci byla Abcházie multikulturním státem. Od sčítání lidu v roce 1886 až do sčítání lidu v roce 2011 zde nebylo zaznamenáno, že by nějaké etnikum mělo nadpoloviční podíl z obyvatelstva. Nejblíže tomu byli Gruzínci, když jich v roce 1989 bylo 45,7 %. Po válce v letech 1992–1993 byla většina Gruzínců z Abcházie vyhnána. Při sčítání lidu v roce 2003 jich zde bylo 20,6 % a byli třetí největší etnickou skupinou po Abcházcích a Arménech. Podíl gruzínského obyvatelstva nadále klesá, ale v roce 2011 se stali druhou největší etnickou skupinou. Největší Gruzínská komunita je v okresu Gali, kde je jich 98,2 %, a v Okresu Tkvarčeli, kde je jich 62,4 %.

### Podpora nezávislosti
Podle studie University of Colorado at Boulder z roku 2010 drtivá většina obyvatel Abcházie podporuje nezávislost Abcházie, přestože se menší skupina obyvatel přiklání k připojení k Rusku. Podpora pro znovu připojení ke Gruzii je velmi malá. Dokonce i mezi etnickými Gruzíny je podpora nezávislosti Abcházie téměř 50%, zatímco zpátky ke Gruzii by jich chtělo méně než 20 %. Mezi etnickými Abcházci se podpora znovupřipojení ke Gruzii pohybuje kolem 1 %, podobně je tomu i u místních Rusů a Arménů.

## Politický systém
Fakticky je Abcházie spolu s Jižní Osetií ruským protektorátem zcela závislým na ruské vojenské, hospodářské a finanční pomoci, jehož nezávislost Moskva uznala po krátké rusko-gruzínské válce v roce 2008.
Mezinárodní společenství uznává pouze Autonomní republiku Abcházie v rámci Gruzie.

### De iure vláda Autonomní republiky Abcházie
Vláda Autonomní republiky Abcházie je exilová progruzínská vláda s centrem v Tbilisi. Gruzínská vláda ji považuje za právoplatnou vládu Abcházie. V letech 2006–2008 bylo její sídlo ve Čchaltě, která se nachází na území Horní Abcházie což bylo jediné území, které bylo v Abcházii ovládané Gruzií, ale v roce 2008 byla Horní Abcházie obsazena ruským a abchazským vojskem.
Tato vláda také částečně zastupuje lidi kteří museli z Abcházie utéct po válce v letech 1992–1993. Současným předsedou je Giorgi Baramia.

### De facto vláda republiky Abcházie
Abcházie je částečně uznaný stát, podle separatistické ústavy prezidentská republika. Prezident je volený na pět let, avšak naposledy zvolený prezident Aslan Bžanija se ziskem 56,5 % hlasů už v prvním kole byl v listopadu 2024 nucen rezignovat na svou funkci. V následujících měsících se bude v Abcházii vybírat nový prezident a do předčasných voleb povede Abcházii Bžanijův viceprezident Badra Gunba.
Zákonodárnou moc vykonává 35členné Lidové shromáždění. Poslední volby do Lidového shromáždění proběhly v roce 2017 a další by měly proběhnout v roce 2022.
Mezi největší strany patří Amcachara, Jednotná Abcházie, Fórum pro Jednotnou Abcházii, Strana pro ekonomický rozvoj Abcházie, Ruská komunita v Abcházii, Komunistická strana Abcházie. Pak jsou zde ještě lidová hnutí, např. Aitaira jehož členem je i bývalý prezident Aleksandr Ankvab.

### Administrativní dělení
Abcházie se dělí na 7 okresů (Gagra, Gudauta, Suchumi, Gulripš, Očamčyra, Gali, Tkvarčeli). Okresy jsou stejné jako byly za SSSR, s výjimkou okresu Tkvarčeli který byl vytvořen v roce 1995 z částí okresu Gali a očamčyrského okresu.
Představitelé jednotlivých okresů jsou voleni ve volbách a jmenuje je prezident republiky. Každý okres má také své zastupitelstvo.

## Armáda

Znak Abchazské armády

Abchazská armáda (nebo také ozbrojené síly Abcházie) vznikla z tzv. Abchazské národní gardy, založené v roce 1992. Většina zbraní pochází z Ruska, většinou jde o staré sovětské vybavení. Hlavní část tvoří pozemní síly, ale jsou zde i menší letecké a námořní jednotky. V současné době je v Abcházii umístěno také 3500 ruských vojáků.
Členění abchazské armády:
Pozemní síly AbcházieTrvale zde slouží 5000 aktivních vojáků, ale v případě konfliktu lze mobilizovat až 50 000 osob.
Vzdušné síly AbcházieNevelká jednotka, která má k dispozici pouze pár stíhaček a vrtulníků.
Námořní síly AbcházieDělí se na tři divize se sídly ve městech: Suchumi, Očamčyra a Picunda.

## Doprava

### Automobilová doprava
Nejčastější způsob dopravy v Abcházii je autem. Nejdůležitější silnice vede podél pobřeží a protíná téměř všechny důležitější města v Abcházii. Další významnou silnicí je Suchumská vojenská cesta, která vede ze Suchumi do soutěsky Kodori. Délka silnic první třídy a celostátního významu je 473,8 km. Zatímco délka místních silnic, které jsou obecně ve špatném stavu je 1 830,9 km.

### Železniční doprava

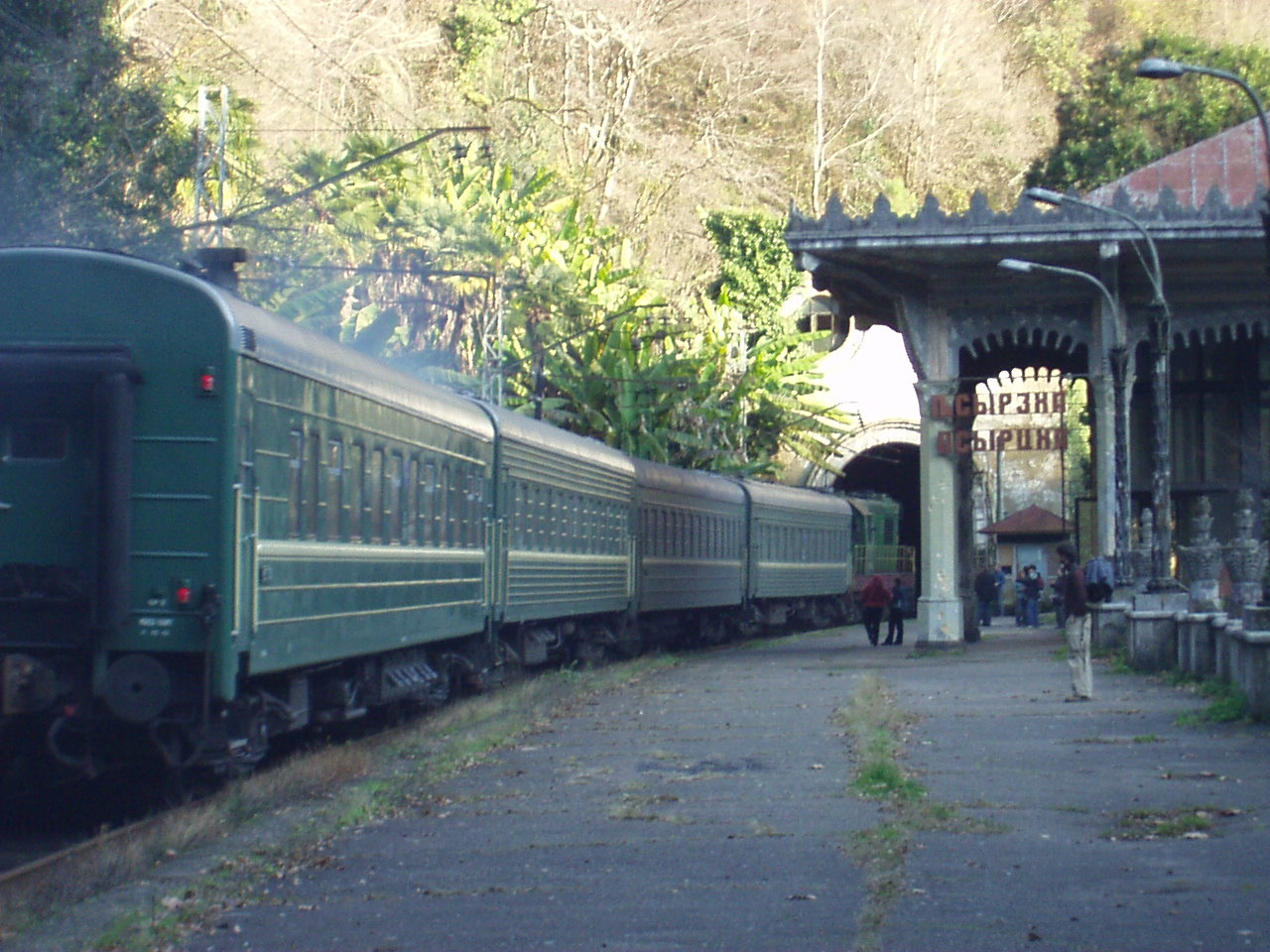
osobní vlak v Abcházii

V Abcházii je 221 km železničních tratí. Nejdůležitější je přímořská trať Soči-Suchumi-Samtredia s odbočkou Očamčyra-Tkvarčeli (používá se pro přepravu uhlí do přístavu Očamčyra). Provoz sítě má na starosti státní podnik „Abchazské dráhy“. Od války v letech 1992–1993 je železnice v dezolátním stavu, ale v roce 2009 si Abcházie vzala úvěr od Ruska ve výši 2 miliard rublů na jejich obnovu.

### Letecká doprava
V Abcházii se nacházejí dvě letiště. První letiště Suchumi-Babušara se nachází asi 25 km od hlavního města Suchumi. Má 4 kilometry dlouhou přistávací dráhu, která je uzpůsobená na rozměrná letadla s kapacitou až 200 tun. Má perfektní meteorologické podmínky svého času to bylo letiště s nejlepšími meteorologickými podmínkami v SSSR.
Druhé letiště Bombora se nachází 40 km od Suchumi v okolí Gudauty. Dráhy jsou určeny hlavně pro příjem civilních letadel.
Mezinárodní organizace pro civilní letectví samostatnost Abcházie neuznává a odmítlo přidělit mezinárodní kód pro letiště Suchumi-Babušara. Nato byl provoz zastaven.

### Lodní doprava
Hlavní a největší přístav v Abcházii se nachází v jejím hlavním městě Suchumi. I přes blokádu po roce 1993 přes přístav protékalo významné množství cestujících a zboží (roční obrat dosáhl až 290 000 tun). Menší přístavy jsou rovněž v Gagře, Novém Athosu a jeden vojenský přístav je v Očamčyře.
1. července 2008 byla obnovena doprava mezi Soči a Suchumi, která byla přerušená od začátku války mezi Gruzií a Abcházií. Lodě mají kapacitu 250 cestujících a cena jednoho místa se pohybuje mezi 800 až 1200 rubly. Lodě vyplouvají 4krát za den.

## Ekonomika

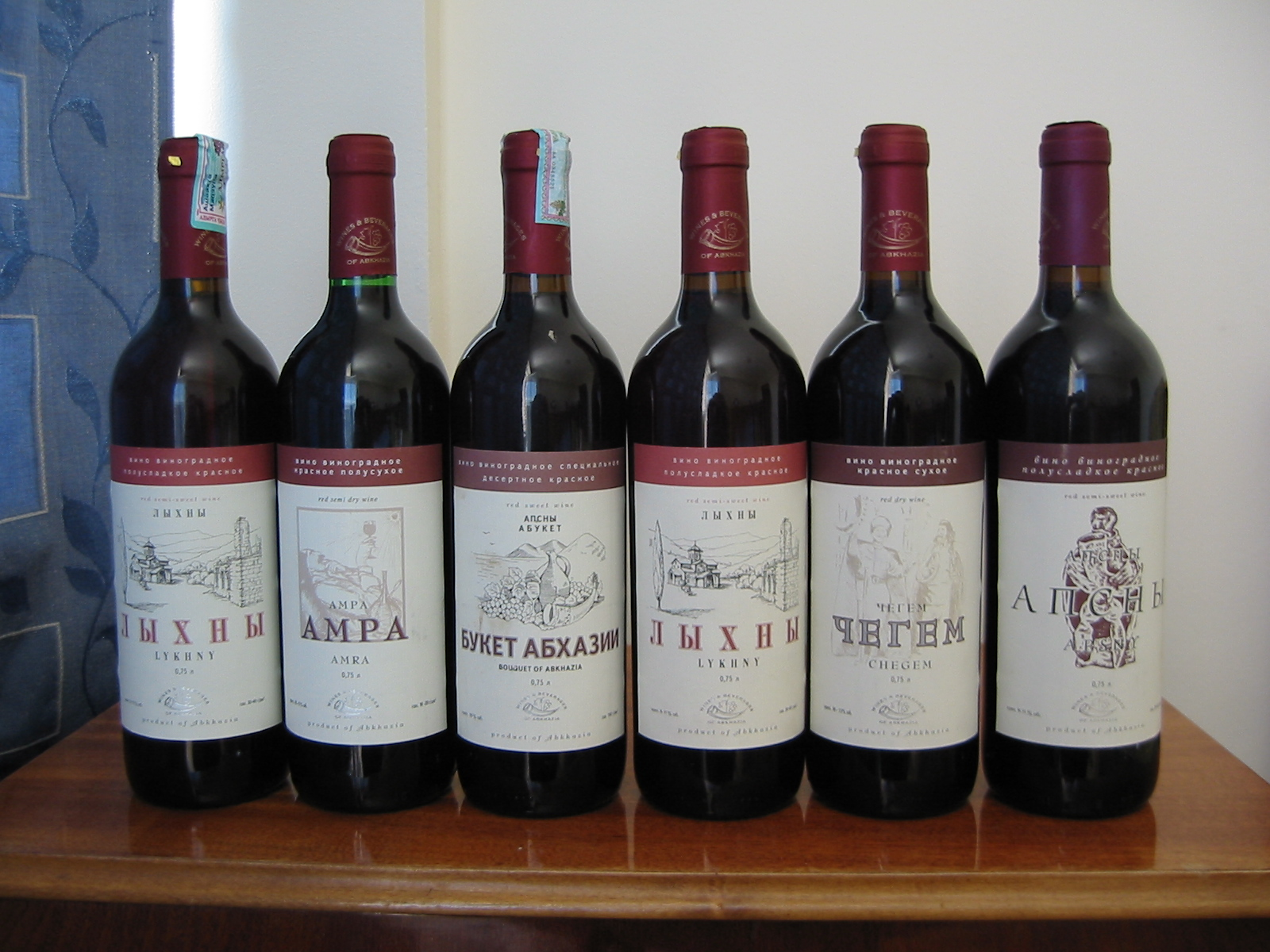
Abchazská vína

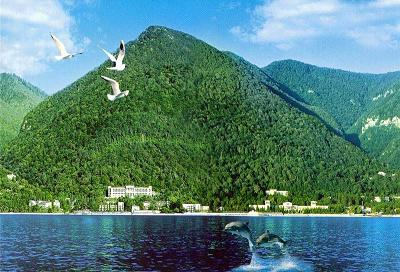
Turistický plakát zobrazující Gagru

Abcházie, jejíž rozpočet sestává ze 70 % z ruských subvencí, postižená mnoha lety mezinárodní izolace, je hospodářsky silně orientovaná na Rusko a je zemí klanů se silnou korupcí a extrémně podvyvinutou ekonomikou. Ekonomika Abcházie spočívá na třech základech: cestovní ruch, maloobchod a zemědělství. Zaostalost výroby je příčinou nízké konkurenceschopnosti.
Kvůli izolaci se abchazský mezinárodní obchod omezoval v roce 2008 hlavně na Rusko (64 %) a Turecko (18 %). V Abcházii se platí převážně ruským rublem. V roce 2008 se vydal také abchazský apsar, v podobě mincí v hodnotě 10, 25 a 50 apsarů, jejichž použití v oběhu je omezeno, takže fungují spíš jako pamětní mince mající trvalý kurs k rublu 1:10.
Naděje Abcházie spojené s olympijskými hrami v Soči se nenaplnily, když se dodávky omezily na vývoz lámaného kamene a štěrku pro výstavbu zařízení olympijských her, přičemž objem dodávek byl výrazně nižší, než si Abcházie přála. Příliv turistů při příležitosti olympijských her byl malý. K otevření letiště v Suchumi pro olympijské hry nedošlo, protože Mezinárodní organizace pro civilní letectví nepovažuje Abcházii za partnera.
V šelfu u abchazského pobřeží se podle údajů z roku 2008 nachází ropa a v okrese Tkvarčeli jsou bohatá naleziště uhlí. V Abcházii se pěstovaly hlavně subtropické rostliny, jako třeba čaj, tabák, citrusy a zejména víno.
Zcela opačné informace o růstu ekonomiky rozšířily státní ruské úřady. Podle nich byl HDP v Abcházii poprvé měřen v roce 2009 a činil 15 676,6 milionů rublů v roce 2010 to bylo 20 777,8 milionů rublů, v roce 2011 21 988,1 milionů rublů a v roce 2012 25 069,7 milionů rublů.
| Rok  | HDP Abcházie                   | Meziroční růst v % | HDP na obyvatele Abcházie   | HDP Gruzie        | Meziroční růst v % | HDP na obyvatele Gruzie |
| ---- | ------------------------------ | ------------------ | --------------------------- | ----------------- | ------------------ | ----------------------- |
| 2009 | 15 676,6 mil. RUB 500 mil. USD | -                  | 65 127 RUB/ob. 2077 USD/ob. | 10 766,8 mil. USD | -                  | 2 441 USD/ob.           |
| 2010 | 20 777,8 mil. RUB              | ▲ 32,5 %           | 86 320 RUB/ob.              | 11 638,2 mil. USD | ▲ 8,0 %            | 2 614 USD/ob.           |
| 2011 | 21 988,1 mil. RUB              | ▲ 5,8 %            | 91 348 RUB/ob.              | 14 434,6 mil. USD | ▲ 24,0%            | 3 220 USD/ob.           |
| 2012 | 25 069,7 mil. RUB              | ▲ 14,0 %           | 104 151 RUB/ob.             | 15 747,2 mil. USD | ▲ 9,0 %            | 3 490 USD/ob.           |

### Zemědělství
Za sovětské éry bylo zemědělství v Abcházii zaměřené na pěstování subtropických plodin jako jsou: citrusy, tabák, čaj. Po válce v letech 1992–1993 bylo abchazské zemědělství přeorientováno na kukuřici a pšenici. Zhruba od roku 2004 se začaly zase pěstovat subtropické plodiny které se vyvážely do Ruska.
V roce 2008 zveřejnil ruský novinář Vladimir Gorožankin, že Abcházie byla soběstačná v pěstování tabáku a proslavená byla také abchazská vína.
V roce 2014 zveřejnila ruská novinářka Julia Latynina, že zemědělství skončilo v chaosu a rozvalu. Tabák uschl a dokonce kukuřice, jako tradičně hlavní potravina, se začala dovážet. Barbarské plundrování lesů ve formě vývozu drahého dřeva zejména do Turecka končí, jelikož všechno už bylo vytěženo.

### Cestovní ruch

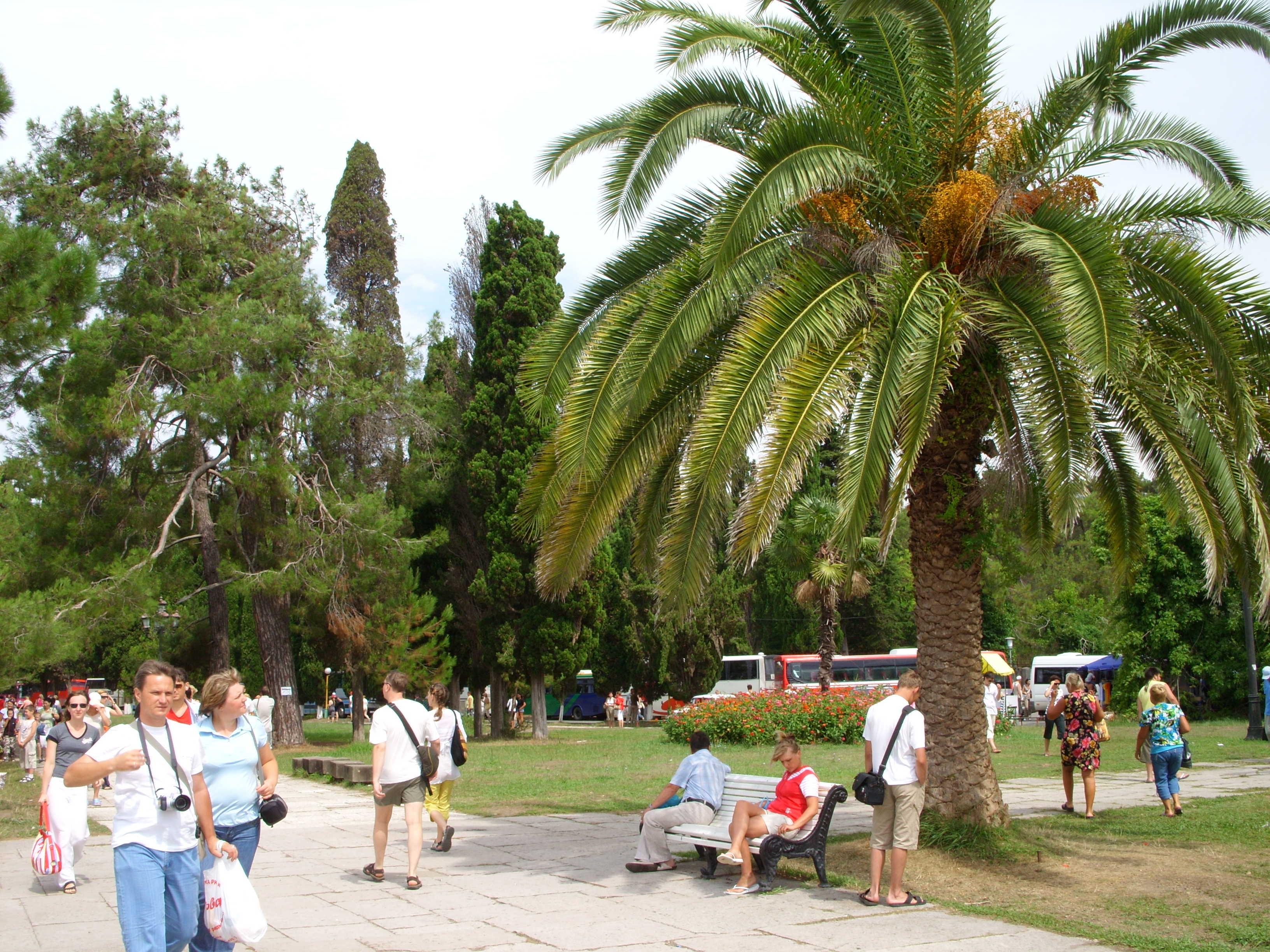
Přímořské letovisko Picunda

Cestovní ruch spolu s navazujícím maloobchodem byl v Abcházii jedním z nejdůležitějších odvětví ekonomiky a měl zde také dlouhou tradici. Za časů SSSR to byla jedna z nejnavštěvovanějších oblastí a patřila do tzv. „sovětské riviéry“. Podle některých odhadů sem každoročně zavítaly až 2 milióny turistů. V roce 2007 ministerstvo financí Abcházie prohlásilo že jedna třetina daňových příjmů Abcházie pochází z turismu.
Po rozpadu SSSR, abchazském vyhlášení nezávislosti a následné mezinárodní izolaci počet turistů rapidně poklesl. Podle některých odhadů se scvrkl na přibližně 200 000 turistů za rok. V důsledku mezinárodní izolace přijíždějí turisté nejčastěji z Ruska. Hlavním cílem turistů jsou letoviska Suchumi a Gagra.
Podle některých zdrojů se cestovní ruch oživil zlepšujícími se vztahy s Ruskem, když sem v roce 2007 údajně zavítalo téměř půl milionu turistů. A po uznání Ruskem se jejich počet dál zvyšoval; v roce 2009 to už bylo milión turistů.
V roce 2010 ovšem došlo k výraznému poklesu návštěvníků. Podle gruzínského serveru expertclub.ge patřily mezi příčiny propadu cestovního ruchu v roce 2010 špatné služby za zvyšující se ceny, hojné krádeže a loupeže na turistech, výběr nesmyslného „povinného pojištění turistů“ spolu s výběrem vysokých pokut v případě, že se turista platbě vyhne a mnohahodinové fronty na hraničních přechodech v důsledku pomalého prověřování pasantů na ruské straně. Příčinou hraničních kontrol bylo zamezení odchodu hledaných a trestaných osob z Ruska do Abcházie, kteří by měli možnost se ruské justici takto vyhnout. Špatné reference turistů o Abcházii se tehdy rozšířily po ruském internetu a snižovaly účinnost oficiálních reklamních kampaní. Podle toho samého zdroje abchazský vědec Beslan Baratelia potvrdil, že v roce 2010 došlo k poklesu turismu v Abcházii. Jako hlavní důvody ale uvedl finanční krizi, mistrovství světa ve fotbale 2010 a zvyšování cen následkem rostoucí globalizace.
Podle analýzy přílivu turistů v Abcházii v roce 2013, zveřejněné na internetových stránkách komory obchodu a průmyslu Abcházie, činil počet návštěvníků státem vlastněných rekreačních středisek 120 051 osob v roce 2013, což je o 6 199 osob (5,5 %) více než v roce 2012 (dalších 730 780 lidí se prý účastnilo expedicí, 148 000 výletů atd., celkem kolem milionu návštěvníků). Podle ukrajinského novináře Vladimíra Kravčenka činil počet turistů ročně podle nespecikovaných neoficiálních informací asi 400 tisíc lidí, přičemž mnozí zůstávali v soukromých apartmánech. Abchazští experti konstatují, že oficiální turistický trh Abcházie neroste, především z důvodu nedostatku řádné infrastruktury cestovního ruchu. Studie dále uvádí, že současná provozní kapacita rekreačních středisek, penzionů, hotelů a rekreačních domů zahrnuje asi čtvrtinu úrovně roku 1992. Rekreační zařízení z doby Sovětského svazu jsou natolik zruinovaná, že jejich současná kapacita nepřekračuje 150 tisíc osob za sezonu.
Ruský žurnál Turbiznes tvrdí, že v roce 2014 navštívilo Abcházii 1 160 000 ruských turistů.

Horské jezero Rica

V Abcházii, hlavně v pobřežních oblastech, se nachází mnoho turistických atrakcí. Většina hotelů a letovisek, které pochází ještě z období SSSR, se dnes (rok 2014) nachází ve zdevastovaném stavu.
Dalším problémem byla vysoká hladina kriminality, která činila Abcházii turisticky nepřitažlivou.
Výstavba sousední rekreační oblasti v ruském Soči hrozí dalšími vážnými ztrátami v oblasti cestovního ruchu.

### Energetika
Hlavní výrobu elektrické energie zajišťuje Ingurská přehradní nádrž, která ale v Abcházii leží jen částečně. Z energie vyrobené touto elektrárnou putuje do Abcházie 40 % a zbývajících 60 % jde do Gruzie.
Před válkou fungovaly kromě Ingurské přehrady i přehrady v Tkvarčeli a Suchumi a 21 menších vodních elektráren, ale dnes už téměř žádná z nich nefunguje.

## Kultura

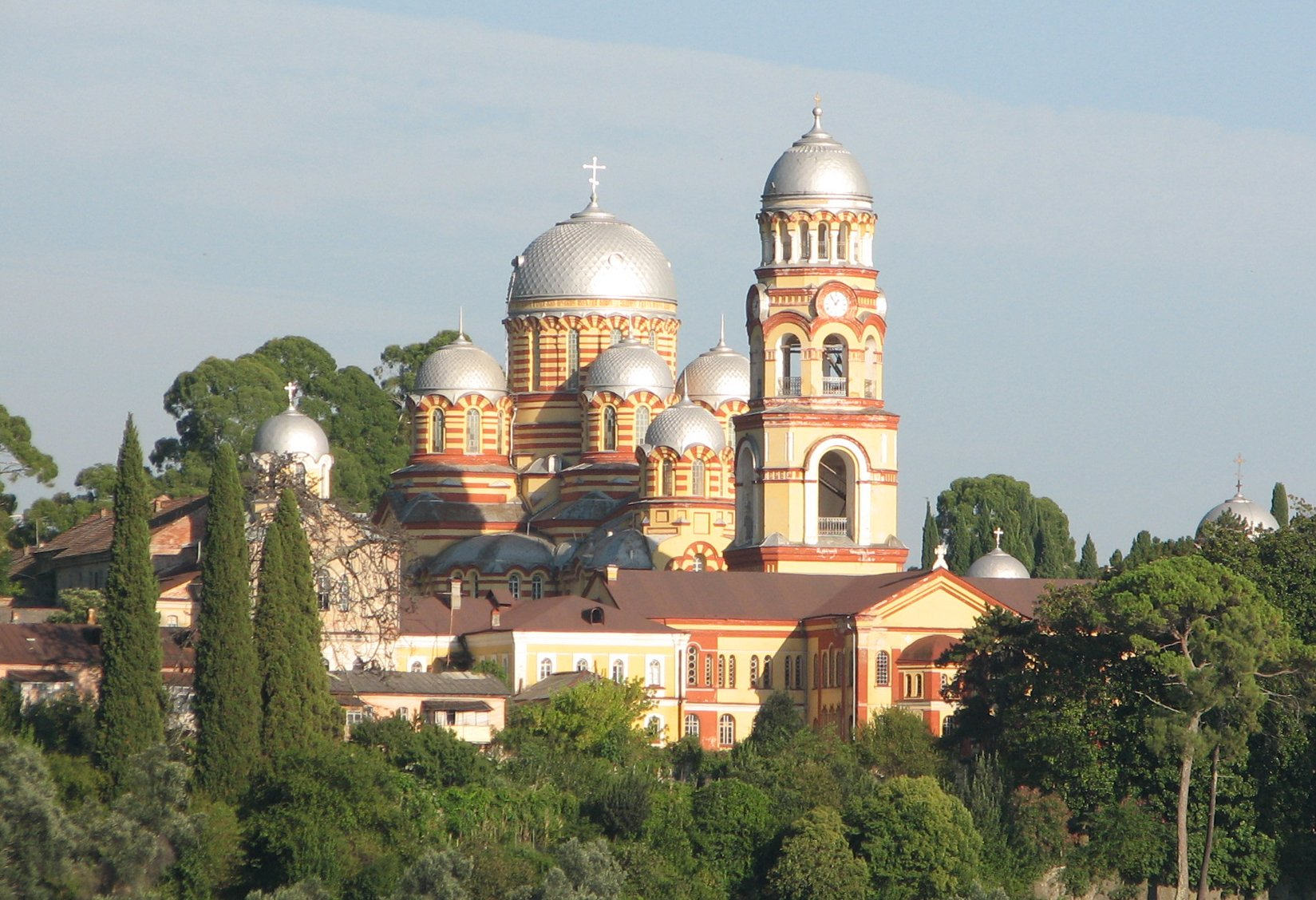
Klášter v Novém Athosu

V abchazské kultuře se prolíná islám s křesťanstvím. Abchazská literatura je velmi mladá, začíná až ve 20. stol., přesto se zde dochovaly téměř starověké mytologické Nartské ságy, které má abchazská kultura společné s ostatními severokavkazskými kulturami. Abchazská abeceda byla vytvořena na konci 19. stol. a první noviny v abcházštině začaly vycházet v roce 1917. První divadelní společnost zde vznikla v roce 1921.[zdroj?]

### Média
V Abcházii existují soukromé i státní sdělovací prostředky. Mezi soukromými převažují ruskojazyčné (ruština je v Abcházii druhý úřední jazyk), státní jsou v abcházštině. Nejvýznamnější státní agenturou v tomto směru je Apsnypress. V Abcházii vysílá několik televizních stanic z toho 3 abchazské, mnoho ruských kanálů a i pár gruzínských ve východní Abcházii, jsou zde dvoje státní noviny a řada soukromých, většinou ruských, ale i arménských nebo gruzínských. Přestože v Abcházii existuje připojení k internetu už od roku 2001, zatím (k 2012) to není příliš používané médium (používá ho kolem 25% obyvatel).

### Abchazská kuchyně

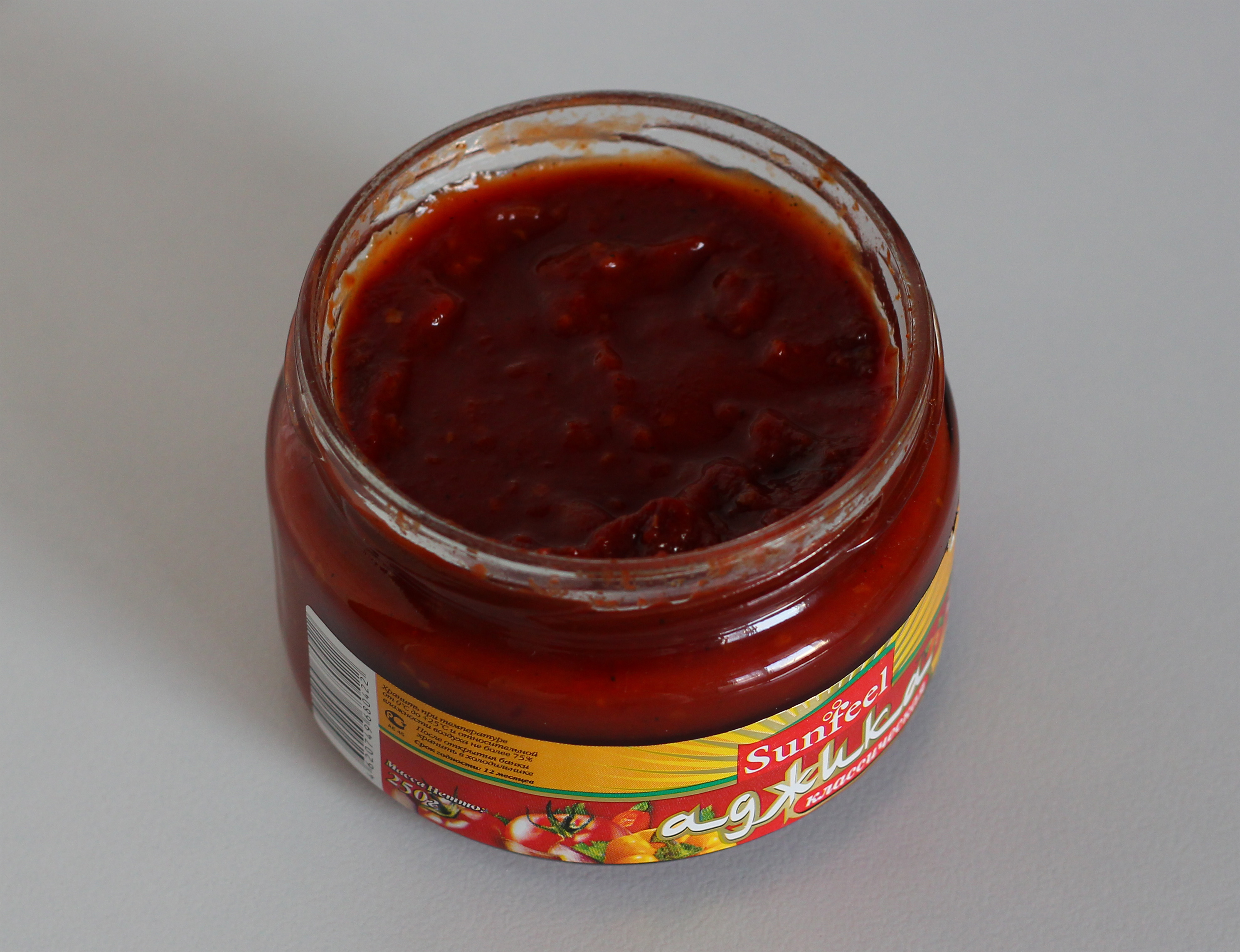
Adžika: Abchazská kořenící směs

Abchazská kuchyně je podobná kuchyním ostatních kavkazských národů. Každodenní strava zahrnuje jogurt, sýr, mnoho čerstvé zeleniny a ovoce, trochu masa a ryb. Místo chleba používá kukuřičnou kaši. Většinu jídel si Abcházci namáčejí do speciálních pálivých omáček vyrobených hlavně z mleté červené papriky, různých bylinek a soli. Abcházci jedí tři jídla denně, z nichž je největší večeře.

## Sport
Nejoblíbenějším sportem v Abcházii je fotbal. Od roku 1994 zde funguje nezávislá amatérská fotbalová liga ve které hraje 9 týmů. Kromě fotbalu je zde oblíbený také basketbal, box a zápas. Abcházie se jako neuznaný stát nemůže účastnit Olympijských her ani jiných mezinárodních soutěží. Často se stává, že abchazští sportovci na tyto soutěže jezdí v ruských barvách. Například na Olympijských hrách v Londýně soutěžili dva zápasníci ve volném stylu Besik Kuduchov a Denis Cagruš oba Abcházci za Rusko a vyhráli stříbrnou a bronzovou medaili.

## Státní svátky
V Abcházii se slaví celkem 8 svátků a 6 významných dnů.
| Datum                                          | Název                                                                          | Status                            |
| ---------------------------------------------- | ------------------------------------------------------------------------------ | --------------------------------- |
| 1.–2. leden                                    | Nový rok                                                                       | státní svátek                     |
| 7. leden                                       | Vánoce                                                                         | státní svátek                     |
| 14. leden                                      | Den stvoření a obnovy světa                                                    | státní svátek                     |
| 8. březen                                      | Mezinárodní den žen                                                            | státní svátek                     |
| 9. květen                                      | Den vítězství                                                                  | státní svátek                     |
| 21. květen                                     | Den památky obětí kavkazské války a nuceného vysídlení horských národů Kavkazu | významný den bez pracovního volna |
| 23. květen                                     | Den svatého Šimona Kanonita                                                    | významný den bez pracovního volna |
| 23. červenec                                   | Den vlajky republiky Abcházie                                                  | významný den s pracovním volnem   |
| 14. srpen                                      | Den vzpomínky na obránce vlasti                                                | významný den bez pracovního volna |
| 26. srpen                                      | Den uznání nezávislosti republiky Abcházie                                     | významný den s pracovním volnem   |
| 30. září                                       | Den osvobození republiky Abcházie                                              | státní svátek                     |
| 11. říjen                                      | Den ozbrojených sil republiky Abcházie                                         | významný den s pracovním volnem   |
| 26. listopad                                   | Den Ústavy republiky Abcházie                                                  | státní svátek                     |
| 10. dhú'l-hidždža (podle islámského kalendáře) | Kurbannychua (Kurban-bajram)                                                   | státní svátek                     |